# József Gyuricza
József Gyuricza (né le 16 janvier 1934 à Hódmezővásárhely (Hongrie) et mort le 11 mars 2020 à Budapest (Hongrie)) est un escrimeur et maître d'armes hongrois. Il a gagné une médaille de bronze par équipe (fleuret) aux Jeux olympiques de Melbourne en 1956.

## Palmarès
- Jeux olympiques :
  -  médaille de bronze par équipe aux Jeux olympiques de Melbourne en 1956[2]

- Championnats du monde:
  - Championnats du monde d'escrime 1955  médaille d'or individuelle
  - Championnats du monde d'escrime 1957  médaille d'or par équipe